# Иванова, Мария Николаевна
Мария Николаевна Иванова (25 апреля 1912, Ржава, Курская губерния — неизвестно) — советская колхозница. Герой Социалистического Труда (1948).

## Биография
Мария Иванова родилась 25 апреля 1912 года в селе Ржава Рыльского уезда Курской губернии (сейчас Глушковского района Курской области).
Трудилась в колхозе «Красный Октябрь» Рыльского района звеньевой свекловодческого звена. В 1947 году звено, которым руководила Иванова, с 2 гектаров получила сахарную свёклу с урожайностью 630 центнеров с гектара.
4 мая 1948 года Указом Президиума Верховного Совета СССР за получение высокого урожая сахарной свёклы при выполнении колхозом обязательных поставок и натуроплаты за работу МТС и обеспеченности семенами зерновых культур для весеннего сева 1948 года удостоена звания Героя Социалистического Труда с вручением ордена Ленина и золотой медали «Серп и Молот».
До выхода на пенсию продолжала трудиться в колхозе. С 1970 года была персональным пенсионером союзного значения.
Жила в Рыльском районе.
Дата смерти неизвестна.
Награждена орденами Ленина (4 мая 1948) и «Знак Почёта» (7 декабря 1957), медалями.